# Chaenusa natator
Chaenusa natator är en stekelart som först beskrevs av Schulz 1907.  Chaenusa natator ingår i släktet Chaenusa och familjen bracksteklar. Inga underarter finns listade i Catalogue of Life.